# Soyuz T-15
Soyuz T-15 foi a missão tripulada inaugural do programa espacial soviético Soyuz à estação espacial Mir, realizada entre março e julho de 1986.

## Tripulação
Lançados
| Posição           | Cosmonautas       |
| ----------------- | ----------------- |
| Comandante        | Leonid Kizim      |
| Engenheiro de voo | Vladimir Solovyov |

## Parâmetros da missão
- Massa: 6850 kg
- Perigeu: 331 km
- Apogeu: 366 km
- Inclinação: 51.6°
- Período: 91.5 minutos

## Pontos altos da missão

Logo do programa Mir, iniciado com esta missão da Soyuz 15.

A Soyuz T-15 foi a primeira missão à estação espacial Mir. Ela deixou a Mir, visitou a Salyut 7 e então retornou novamente à Mir, até onde levou os primeiros dois cosmonautas. Em 4 de Maio a Mir foi reduzida em 13 km para acelerar a aproximação com a Salyut 7 e conservar a reserva limitada de combustível da Soyuz T-15. A Soyuz T-15 se separou da Mir quando a Salyut 7 estava a 2500 km de distância. A transição demorou 29 horas.
Em 5-6 de Maio, o grupo se transferiu para a Salyut 7, onde eles conduziram EVAs e coletaram resultados de experimentos, e amostras de materiais. Os Mayaks carregaram a Soyuz T-15 com objetos pessoais, plantas crescidas na Mir, e outros objetos em preparação para a viagem à Salyut 7.
Em 28 de Maio os Mayaks saíram da estação para realizar experimentos de exposição no espaço e parar testar o aparelho Ferma-Postroital ("construtor de vigas"). O aparelho converteu uma viga encaixotada em uma viga de 15-m em apenas alguns minutos. A viga podia ser reduzida revertendo-se o processo no final do EVA. Este EVA teve a duração de 3 horas e 50 minutos.
Em 31 de Maio foi realizado um segundo EVA - com experimentos com traves e soldagem. Kizim e Solovyov colocaram dispositivos de medida no topo da trave recolhida, então a reestenderam totalmente para estudar sua rigidez. Foi usado um soldador elétrico para soldar uma série de juntas da viga. Este EVA durou 5 horas. Foram removidos 20 instrumentos com uma massa total entre 350 e 400 kg da Salyut 7 antes do retorno à Mir. Em 25 de Junho a Soyuz T-15 se separou da Salyut 7 e começou sua jornada de 29 horas de volta à Mir.
Os soviéticos pretendiam aterrissar no porto Soyuz T-15 anterior da Mir, deixando o porto posterior livre para a chegada das naves Progress. Entretanto, a Soyuz T-15, como todas as outras Soyuz-T, foi equipada com o sistema de aproximação Igla, não o sistema Kurs usado no porto anteriror da Mir. A Soyuz T-15 se aproximou da Mir por trás. Com 20 km o sistema Igla da Soyuz T-15 adquiriu sua contraparte do porto posterior da Mir. A 200 metros os sistema Igla foi desligado, e os Mayaks manobraram manualmente ao redor da estação para aterrissar no porto posterior. Eles usaram o mesmo sistema de detecção de distância a laser usado pela Soyuz T-13 para aterrissar na estação Salyut 7 inoperante em 1985.
Em 3 de Julho Kizim bateu o recorde de Valeri Ryumin por permanência no espaço. Em 6 de Julho ele se tornou o primeiro homem a passar um ano completo no espaço. Os Mayaks passaram seus últimos 20 dias na Mir conduzindo observações da Terra. Entre 19 de Agosto e 22 de Agosto, os motores na Kosmos 1686 levaram a Salyut 7 a um recorde de altitude orbital mais alta de 475 km para uma reentrada amortecida pela atmosfera; entretanto, a estação caiu na América do Sul 54 meses depois. Pedaços da Salyut 7 e da Cosmos 1686 foram encontrados na Argentina.